# Opo - Opo
Opo - Opo is een bestuurslaag in het regentschap Probolinggo van de provincie Oost-Java, Indonesië. Opo - Opo telt 4072 inwoners (volkstelling 2010).